# Giancarlo Galli (politico)
Giancarlo Galli (Tradate, 13 febbraio 1944) è un politico italiano.

## Biografia
Esponente della Democrazia Cristiana, è stato presidente della provincia di Como e a più riprese sindaco di Mozzate.
Nel 1983 viene eletto deputato per la DC, riuscendo a confermare il seggio a Montecitorio anche dopo le elezioni del 1987 e quelle del 1992. È stato relatore della legge 5 gennaio 1994, n. 36, nota anche come "Legge Galli", che rappresenta il primo provvedimento organico in materia di risorse idriche.